# Éva Balázs (Skilangläuferin)
Éva Balázs (* 21. September 1942 in Budapest, Königreich Ungarn; † 6. Januar 1992 in Karcag) war eine ungarische Skilangläuferin, Orientierungsläuferin und Sportlehrerin.
Balázs trat international erstmals bei den Nordischen Skiweltmeisterschaften 1962 in Zakopane in Erscheinung. Dort belegte sie den 33. Platz über 5 km, den 31. Rang über 10 km und den siebten Platz in der Staffel. Bei den Olympischen Winterspielen 1964 in Innsbruck kam sie auf den 19. Platz über 10 km sowie zusammen mit Mária Tarnai und Ferencné Hemrik auf den achten Rang in der Staffel und bei den Olympischen Winterspielen 1968 in Grenoble auf den 27. Platz über 5 km sowie auf den 24. Rang über 10 km. Letztmals international startete sie bei den Nordischen Skiweltmeisterschaften 1970 in Štrbské Pleso, wobei sie den 46. Platz über 5 km und den 33. Platz über 10 km errang.